# Dufourea tingitana
Dufourea tingitana là một loài Hymenoptera trong họ Halictidae. Loài này được Ebmer mô tả khoa học năm 1999.